# Gao Jiamin
Gao Jiamin (Fuzhou, Fujian; 26 de junio de 1966) es una ex atleta de taijiquan originalmente de China. Ella logró una carrera competitiva impresionante durante la década de 1990 y se hizo conocida como la "Reina de Taiji".

## Carrera
Gao comenzó a practicar wushu a la edad de ocho años. En 1977, se unió al Equipo de Wushu de Fujian. Su primera aparición internacional fue en los Juegos Asiáticos de 1990 en Pekín y ganó la medalla de plata en taijiquan femenino. Un año después, compitió en el primero Campeonato Mundial de Wushu en Pekín y se convirtió la primera campeona mundial en taijiquan femenino. En 1992, ganó en los Campeonatos Asiáticos de Wushu en Seúl. Un año después, Gao compitió también en el primero Juegos del Asiático Oriental en Shanghái y ganó una medalla de oro. Ella luego volvió a los Juegos Asiáticos de 1994 en Hiroshima y ganó la medalla de oro en taijiquan femenino. Tres años después, Gao volvió a los Juegos de Asiático Oriental de 1997 en Busan e ganó una otra medalla de oro en taijiquan femenino. Para su última competencia, ella ganó la medalla de oro en taijiquan femenina en los Juegos Asiáticos de 1998 en Bangkok. En 1999, se retiró de la competición.
En 2000, Gao con su esposo, Yu Shaowen, se mudaron a los estados unidos. Hoy, enseñan en su escuela, el U.S. Wushu Center, en Portland, Oregón.